# Verdamping

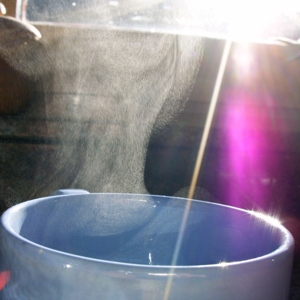
Verdamping van water

Verdamping (evaporatie) is in de natuurkunde de faseovergang van vloeistofmoleculen aan een oppervlak naar de gasfase.

## Deeltjesbenadering
De deeltjes waaruit een vloeistof bestaat zijn voortdurend in beweging: de zogenaamde brownse beweging, waarbij deeltjes steeds tegen elkaar botsen, waardoor elk deeltje steeds van richting en snelheid verandert.
De deeltjes in een vloeistof kunnen atomen, ionen of moleculen zijn. Water bestaat uit H2O moleculen, Kwik bestaat uit kwik-atomen. In een vloeistof kunnen stoffen opgelost zijn die uiteenvallen in losse ionen. Deze ionen vormen complexen in de oplossing, doordat ze omgeven worden door een mantel van vloeistofmoleculen. De deeltjes worden bij elkaar gehouden door onderlinge aantrekkingskrachten, alle afgeleide elektrische krachten, zoals de vanderwaalskrachten, of krachten tussen dipolen, of tussen de ionen in een vloeistof. De deeltjes bewegen niet allemaal even snel, en de snelst bewegende deeltjes kunnen aan het oppervlak van de vloeistof ontsnappen, ofwel verdampen.

## Dampen en gassen
Bij temperaturen en drukken waar zowel de gasfase als de vloeistoffase mogelijk zijn, wordt gesproken van een damp in plaats van een gas. Dit is bijvoorbeeld het geval bij water en kwik bij kamertemperatuur. Boven de kritische temperatuur - die overigens voor elke vloeistof anders is - spreekt men van een gas. Dampen bevinden zich onder de kritische temperatuur en kan men vloeibaar maken door samenpersen. Voor gassen is dat niet het geval: die moeten eerst afgekoeld worden tot onder de kritische temperatuur. Voor water is de kritische temperatuur 374 °C. Voor stikstof (N2) is de kritische temperatuur -147 °C. Stikstof bij kamertemperatuur is altijd een gas, ook onder zeer hoge druk.

## Dampdruk
De verdamping van een vloeistof is afhankelijk van de temperatuur. De snelste moleculen bij een gegeven temperatuur kunnen ontsnappen aan het vloeistofoppervlak. Aangezien er ook moleculen aanwezig zijn in de ruimte boven de vloeistof zullen er ook moleculen weer terugvallen in de vloeistof. Deze terugstroom is dus afhankelijk van het aantal deeltjes in de dampfase vlak boven de vloeistof.Dit wordt de dampdruk genoemd. Als de beide deeltjesstromen in evenwicht zijn is er sprake van 100% verzadiging, deze is ook afhankelijk van de temperatuur. Op het moment dat er netto verdamping is, dan is de verzadiging minder dan dit percentage. Bij de verdamping van water naar lucht wordt deze mate van verzadiging uitgedrukt als luchtvochtigheid. Als door het afnemen van de temperatuur de luchtvochtigheid meer dan honderd procent wordt begint de damp te condenseren, zoals de waterdamp boven de pan in de foto. Ook wolken ontstaan op deze manier in uitzettende en daardoor afkoelende lucht.

## Koken
Koken is een speciale vorm van verdamping. Als een vloeistof zoveel wordt verwarmd dat de temperatuur boven het kookpunt komt, ontstaan er overal bellen in de vloeistof en treedt er veel verdamping op. Als de hittebron wordt afgezet, stopt het koken. Het kookpunt is voor elke vloeistof anders en is bovendien afhankelijk van de druk.

## Versnellen van verdamping
Verdamping kan worden versneld door drie zaken:
- Verhogen van de temperatuur
- Afvoeren van de damp
- Vergroting van het vloeistofoppervlak

## Verdampingswarmte encondensatiewarmte
Bij verdamping zonder externe hittebron daalt de temperatuur van de vloeistof. Dit is bijvoorbeeld goed te voelen als men blaast op wat aceton dat op de hand is gewreven, of door te blazen tegen een bezweet (dus vochtig) stukje van de huid. De temperatuur is een maat van de gemiddelde snelheid van de vloeistofmoleculen, dus door het ontsnappen van de snelste moleculen wordt de vloeistof kouder.

### Thermodynamica
Er is een formule om de condensatiewarmte te bepalen bij het kookpunt. (De verdampingswarmte is een negatieve grootheid en de grootte is gelijk aan de condensatiewarmte.) De condensatiewarmte is niet erg afhankelijk van de temperatuur en kan daarom ook bij lagere of hogere temperaturen gebruikt worden:
(Tb), ΔvG = 0, waardoor:
{\displaystyle \Delta \,_{v}S=S_{\text{gas}}-S_{\text{vloeistof}}=\Delta \,_{v}H/T_{\text{b}}}
Hierin is S is de entropie, een maat voor de wanorde van de moleculen in een gas, dan wel vloeistof. H is de energie-inhoud bij constante druk (de afname van H is de condensatiewarmte). Tb is de temperatuur bij het kookpunt in kelvin.
In een vloeistof is de entropie lager dan in een gas. Door de structuur van water zijn de moleculen ook in de vloeistoffase nog sterk geordend, daardoor heeft water een opvallend hoge verdampingswarmte. Het kost vijf keer zoveel energie om water te verdampen, dan dat het kost om het water van 0 °C tot 100 °C te verwarmen. De verdamping van water is dan ook een efficiënt koelmiddel, gebruikt in airconditioning en bij de regeling van de lichaamstemperatuur van zoogdieren en vogels. De verdampingswarmte wordt ook gebruikt voor koeltechniek, maar dan is het nodig om een stof te gebruiken die nog een aanzienlijke dampdruk heeft bij lage temperaturen (ammoniak, freon).

## Volumetoename

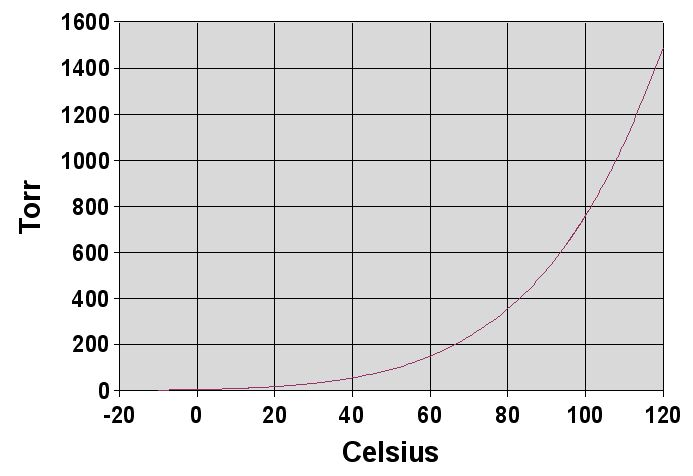

Het volume van de verdampte stof is grofweg afhankelijk van het aantal deeltjes, zonder dat de grootte of massa van deze deeltjes van belang is. 1 kg water neemt in de vloeistoffase ongeveer 1 dm³ in. Het aantal deeltjes is uit te rekenen met de molecuulmassa (18) en het getal van Avogrado (N) (6 * 1023), d.i. het aantal deeltjes in 1 mol. Een mol is een hoeveelheid stof gelijk aan de molecuulmassa in grammen. 1 mol water heeft dus een massa van 18 gram.
De gekozen 1 kg water bevat daarmee 1000 gram/18 gram = 55,5 mol water. Als een vuistregel nemen N moleculen (die tezamen 1 mol vormen) een volume van 22,4 liter (=22,4 dm³) in bij atmosferische druk (idealegaswet). Het uiteindelijke volume is dus 22,4 * 55,5 = 1243 dm³. De afstanden tussen de moleculen zijn dus iets meer dan tien keer zo groot geworden en het volume neemt meer dan duizendvoudig toe.
Als de verdamping plaatsvindt in atmosferische lucht, dan kan ook berekend worden hoeveel droge lucht nodig is om dit volume aan water te bevatten. Bij 20 °C is het aandeel water slechts 2,4 % van het totale luchtvolume. Door de hoge condensatiewarmte neemt de hoeveelheid water die in de gasfase is bij evenwicht snel toe met de temperatuur volgens de Clausius-Clapeyronvergelijking.
| Temperatuur (°C) | Verzadigingsdruk (millibar) |
| ---------------- | --------------------------- |
| -18              | 1,5                         |
| -15              | 1,9                         |
| -12              | 2,4                         |
| -9               | 3,0                         |
| -7               | 3,7                         |
| -4               | 4,6                         |
| 2                | 6,9                         |
| 4                | 8,4                         |
| 7                | 10,3                        |
| 10               | 12,3                        |
| 13               | 14,8                        |
| 16               | 17,7                        |
| 18               | 21,0                        |
| 21               | 25,0                        |
| 24               | 29,6                        |
| 27               | 35,0                        |
| 29               | 41,0                        |
| 32               | 48,1                        |
| 35               | 56,2                        |
| 38               | 65,6                        |
| 41               | 76,2                        |
| 43               | 87,8                        |
| 46               | 101,4                       |
| 49               | 116,8                       |
| 52               | 134,2                       |

### Invloed van wind
Voortbordurend op het eerdere rekenvoorbeeld zien we dat om een liter water op te nemen 1243 liter waterdamp wordt gevormd. Er is dus 1243/0,024 = 51 kubieke meter droge lucht nodig om dit volume water op te nemen. De luchtverversing is dus zeer belangrijk voor een snelle verdamping. Zonder wind vormt zich al snel een verzadigde laag lucht boven het water en blijft de verdamping beperkt. De bovenstaande tabel laat ook zien hoe belangrijk de invloed van de temperatuur is. Merk op dat de dampdruk bij 50 °C nog maar zo een 12 % is van de dampdruk bij 100 °C. Daarom verwarmen wasdrogers de lucht sterk voor.

## Sublimatie
Als moleculen of atomen in een vaste stof overgaan naar de gasfase dan noemt men dit sublimeren. Dit komt voor als het heeft gesneeuwd en de sneeuw wordt opgenomen in de droge lucht zonder dat ze eerst smelt. Behalve de naam is er echter geen fundamenteel verschil tussen verdamping en sublimatie. Het omgekeerde van sublimatie is desublimatie (bijv. vorming van sneeuw of sommige vormen van rijp). Dit komt doordat als gevolg van frictie deeltjes loskomen van de structuur van de vaste stof. Die gaan dan als gas gaan rondzweven in de atmosfeer.

## Relevante factoren voor de verdamping
- Concentratie van de stof in de gasfase

Als er al veel van een stof in de gasfase aanwezig is, dan zal minder netto verdamping optreden.
- Concentratie van andere stoffen in de gasfase

De aanwezigheid van andere stoffen in de gasfase kan de capaciteit ook doen afnemen
- Als er andere substanties in de vloeistoffase zijn, dan neemt de verdamping af
- Luchtstroming, de luchtstroming is van belang voor het concentratieverschil, ook de oppervlakte van het oppervlak kan wat toenemen door golven.
- Intermoleculaire krachten

Hoe groter de krachten tussen de deeltjes in de vloeistoffase, hoe meer energie er moet worden geleverd voor verdamping.
- Luchtdruk

In een lagedrukgebied is er wat meer verdamping, doordat water makkelijker kan ontsnappen aan het oppervlak.
- Oppervlak

Hoe groter het oppervlak, hoe groter de verdamping.
- Temperatuur

Hoe hoger de temperatuur, hoe meer verdamping.
- Dichtheid

Hoe hoger de dichtheid van de vloeistof, hoe geringer de verdamping.

## Figuurlijke betekenis
In het Nederlands wordt verdampen veelvuldig figuurlijk gebruikt om aan te geven dat iets verdwenen is, met name bij kapitaal.